# Wojna domowa w Angoli
Wojna domowa w Angoli – konflikt trwający z przerwami od 1975 do 2002 w Angoli, zakończony zwycięstwem rządu Ludowego Ruchu Wyzwolenia Angoli (MPLA). Z wojskami rządowymi starły się grupy partyzanckie – Narodowy Związek na rzecz Całkowitego Wyzwolenia Angoli (UNITA) i Narodowy Front Wyzwolenia Angoli (FNLA), a także regularna armia RPA i Zairu.

## Przebieg konfliktu wewnętrznego
Do pierwszych starć w organizacjach angolskiego ruchu wyzwoleńczego dochodziło jeszcze w trakcie wojny o niepodległość. Proces walki o władzę przyśpieszyła mająca miejsce w 1974 roku rewolucja goździków w Portugalii, która rozpoczęła dekolonizację. Początkowo przywódcy ruchu oporu zadeklarowali chęć współpracy. Liderzy MPLA, UNITA i FNLA 5 stycznia 1975 roku spotkali się w Kenii i zgodzili się zatrzymać wzajemne starcia. Utworzono koalicyjny rząd przejściowy. Porozumienie upadło już po miesiącu, a wzajemne starcia wybuchły na nowo, wzajemne animozje doprowadziły w lipcu do wybuchu regularnej wojny domowej. Wykorzystując wewnętrzne tarcia, w sierpniu Front Wyzwolenia Enklawy Kabindy ogłosił niepodległość Kabindy, co zostało uznane przez kilka państw.
W listopadzie MPLA objęło kontrolę nad Luandą, gdzie proklamowano utworzenie Ludowej Republiki Angoli. Prezydentem republiki ludowej został Agostinho Neto. Państwowości republiki ludowej nie uznała UNITA i FNLA, które połączyły siły i jeszcze tego samego dnia proklamowały niepodległość Ludowo-Demokratycznej Republiki Angoli. Prezydentem drugiej z republik został Holden Roberto z FNLA, premierem natomiast Jonas Savimbi z UNITA. Wsparcia rebeliantom z UNITA i FNLA udzieliły wojska zairskie i południowoafrykańskie, a zaopatrzenie dostarczały im Stany Zjednoczone. Kampania rebeliancka nie powiodła się, a do stycznia-marca 1976 roku siły republiki ludowej opanowały większość kraju, zmuszając przy tym siły RPA i Zairu do wycofania się z kraju. W tym samym roku republika ludowa została przyjęta do ONZ i Organizację Jedności Afrykańskiej, co oznaczało formalne uznanie jej niepodległości przez światową opinię.
W 1977 roku kampania rebeliancka odżyła. Grupy rebelianckie w dalszej mierze jawnie wspierał reżim Mobutu Sese Seko z Zairu. Rząd MPLA wykorzystał to i sam wsparł rebeliantów zairskich. Grupa katangańskich secesjonistów z Zairu utworzyła w Angoli organizację zbrojną o nazwie Front Wyzwolenia Narodowego Katangi. W 1977 i 1978 roku w prowincji Shaba (obecnie Katanga) miały miejsce dwie inwazje katagańskich rebeliantów wspartych przez MPLA. Inwazje zostały stłumione przez Zair przy współudziale wojsk francuskich, belgijskich i marokańskich.
W drugiej połowie lat 70. z walk wycofała się FNLA. UNITA z kolei rozwijała swój potencjał militarny, aż w końcu w latach 80. była w stanie zająć pokaźne obszary na południu kraju. Rebelianci operujący w tym regionie wielokrotnie wspierani byli przez rząd RPA, która kilkukrotnie wysyłała swoje wojska na tereny przygraniczne. Ich celem było zwalczanie jednostek MPLA.
W grudniu 1990 roku rządząca partia zapowiedziała demokratyzację kraju. W 1991 roku wprowadzono system wielopartyjny i podpisano porozumienie kończące wojnę domową. W 1992 roku odbyły się wybory parlamentarne i prezydenckie. Wybory przeprowadzono w obecności obserwatorów ONZ. Okazały się one zwycięstwem rządzącej partii i dotychczasowego prezydenta José Eduardo dos Santosa. UNITA zakwestionowała wynik wyborów i zerwała porozumienie z 1991 roku. Działania wojenne zakończono w 1994 podpisaniem porozumienia pokojowego w Lusace. Już cztery lata później walki wybuchły z nową siłą. 22 lutego 2002 miała miejsce śmierć Jonasa Savimbi – przywódcy UNITA, co doprowadziło do zakończenia wojny. Pierwsze od 1992 roku wybory odbyły się w 2008. Rezultaty wskazały na wielkie zwycięstwo rządzącej partii MPLA, która uzyskała 82% oddanych głosów. Główna partia opozycji, UNITA, otrzymała poparcie zaledwie 10% wyborców.

## Pomoc dla stron konfliktu
Pomoc dla rządu MPLA zaoferowała Kuba, która wysłała do kraju własny kontyngent wojskowy. Oddziały kubańskie wycofały się z konfliktu w 1988 roku. Rebeliantów zbrojnie wsparły oddziały RPA i Zairu, buntowników poparły również Stany Zjednoczone i Chińska Republika Ludowa, które dostarczały im zaopatrzenie.